# رود بنی
 رود بنی رودی است به Mamoré River می‌ریزد. این رود از کشور بولیوی می‌گذرد.